# 143
Het jaar 143 is het 43e jaar in de 2e eeuw volgens de christelijke jaartelling.

## Gebeurtenissen

### Italië
- In Rome wordt Herodes Atticus door de Senaat tot consul (hoogste magistraat) gekozen.

## Geboren
- Han Chongdi, keizer van het Chinese Keizerrijk (overleden 145)